# Lancaster (Califórnia)
Lancaster é uma cidade localizada no estado americano da Califórnia, no condado de Los Angeles. Foi incorporada em 1977.

## Geografia
De acordo com o Departamento do Censo dos Estados Unidos, a cidade tem uma área de 244,8 km², dos quais 244,2 km² estão cobertos por terra e 0,6 km² por água.

## Demografia
Segundo o censo nacional de 2010, a sua população é de 156 633 habitantes e sua densidade populacional é de 641,5 hab/km². Possui 51 835 residências que resulta em uma densidade de 212,3 residências/km².

## Marcos históricos
O Registro Nacional de Lugares Históricos lista dois marcos históricos em Lancaster. O primeiro marco foi designado em 26 de fevereiro de 1987, o Antelope Valley Indian Museum, e o mais recente em 30 de setembro de 1993, o Cedar Avenue Complex.